# Kelly Blatz
Kelly Steven Blatz (n. 16 iunie 1987, Burbank, California, SUA) este un actor și cântăreț american.
A jucat în serialele de pe canalul Disney Channel, în Sonny With a Chance ca personajul lui James Conroy. Și-a început activitatea în anul 2006.
1. ↑  CONOR.SI[*] Verificați valoarea |titlelink= (ajutor)